# Hot Wheels Battle Force 5
Vous pouvez aider à l'améliorer ou bien discuter des problèmes sur sa page de discussion.
- Il ne cite pas suffisamment ses sources. Vous pouvez indiquer les passages à sourcer avec {{référence nécessaire}} ou {{Référence souhaitée}}, et inclure les références utiles en les liant aux notes de bas de page. (Marqué depuis avril 2024)
- Certaines informations devraient être mieux reliées aux sources mentionnées dans la bibliographie ou les liens externes. Améliorez sa vérifiabilité en les associant par des références. (Marqué depuis avril 2024)

- Archive Wikiwix
- Bing
- Cairn
- DuckDuckGo
- E. Universalis
- Gallica
- Google
- G. Books
- G. News
- G. Scholar
- Persée
- Qwant
- (zh) Baidu
- (ru) Yandex
- (wd) trouver des œuvres sur Wikidata

Hot Wheels Battle Force 5 est une série télévisée d'animation américaine et canadienne en 52 épisodes de 22 minutes.
En France, elle a été diffusée sur la chaîne téléTOON+.

## Histoire
Un jour en voiture dans le désert, le pilote expert Vert Wheeler tombe sur une tempête l’emmenant dans une dimension appelée une zone de bataille où il rencontre une forme de vie appelée un Sentient nommé Sage. Ensemble, ils assemblent une équipe de course équipée de véhicules armés à la fine pointe de la technologie pour rivaliser avec les Sarks robotiques et les Vandales animaux dans les zones de bataille pour les dispositifs qui contrôlent les zones appelées Clés de combat pour déterminer le sort de la Terre.

## Personnages

### Membres de la Battle Force 5
- Vert Wheeler - Commandant en chef de la Battle Force 5. Quelque temps avant la série, lui et A.J. Dalton étaient des amis proches, partageant une passion pour les sports extrêmes.
- Agura Ibaden - Officier des opérations spéciales de la BF5, commandant en second et chasseuse. La femme garçon manqué et afro-américaine de la BF5. Son passe-temps préféré est la conduite hors route.
- Sherman et Spinner Cortez - Stratège tactique et soutient technique de la BF5. Spinner est le frère jumeau plus âgé et plus petit de Sherman. Spinner agit de façon immature et possède des compétences de piratage.[réf. nécessaire]
- Stanford Isaac Rhodes IV - Expert de l’artillerie de la BF5. C'est le membre le plus âgé de l’équipe. Il est également membre de la famille royale britannique et est 189e dans l'ordre de succession au trône britannique. Il aime faire la fête, mais déteste la planète Vandal de par ses expériences là-bas et les énigmes ne sont pas son point fort. Il a un ancêtre qui a déjà exploré le Multivers et a également été très superstitieux.
- Zoom Takazumi - Éclaireur de la BF5. C'est le plus jeune membre de l’équipe et un combattant qualifié Muay Thai originaire de Bangkok en Thaïlande. Il est athlétique, agité et curieux, mais il est prêt à se battre pour le bien de la Terre. Il n’aime pas la glace, le froid, les conférences, et d’être appelé « enfant ». Il lève aussi les yeux vers Vert comme un frère aîné, ce qui a causé des ennuis.

### Membres secondaires
- Sage - Une femme Blue Sentient, conseillère et leader de la BF5, elle est la sœur jumelle de Krytus. Elle peut se transformer en un petit dodécaèdre pour hiberner et se trouve être le dernier Sentient Bleu en raison d’une intervention de Rawkus. Elle peut tirer un choc électrique pour étourdir les ennemis et léviter.
- Tezz Volitov - Il rejoint le groupe dans The Power of Resistance. Un génie scientifique d’origine européenne avec un accent russe et une expertise en électromagnétisme. Il y a des années, au cours d’une expérience, la vitesse et l’énergie que son moteur ont créé un portail qui l'a fait échouer sur une lune Sentient rouge.
- A.J. Dalton - D’abord mentionné dans « Cold as Ice », il rejoint l’équipe dans « Deep Freeze. » C’est un expert canadien en survie et en terrain originaire du Yukon. Avant le début de la série, lui et Vert étaient des amis proches. Les deux ont une passion pour les sports extrêmes, ce qui est évident par l’énergie et l’enthousiasme d’A.J.

## Doublage

### Voix françaises
- Alexandre Crépet: Vert Wheeler
- Daniel Nicodème: Zemerik
- Delphine Moriau: Agura
- Sébastien Hébrant: Standford
- Karim Barras: Sherman
- Alessandro Bevilacqua: Spinner
- Pablo Hertsens: Zoom
- Dominique Wagner: Sage
- Martin Spinhayer: Kalus
- Adaptation: Julie Girardot et Sophie Servais
- Directrice de Plateau: Alexandra Corréa
- Studio : SUN STUDIO